# بريم كومار
بريم كومار (21 مارس 1989 بتشيناي في الهند - ) هو لاعب كرة قدم هندي في مركز الدفاع. لعب مع نادي مومباي لكرة القدم ونادي طيران الهند.